# Sarcophaga macrura
Sarcophaga macrura är en tvåvingeart som först beskrevs av Boris Borisovitsch Rohdendorf 1937.  Sarcophaga macrura ingår i släktet Sarcophaga och familjen köttflugor. Inga underarter finns listade i Catalogue of Life.